# Premiership Rugby Cup
La Premiership Rugby Cup es una competición anual de rugby organizada por la Rugby Football Union en la que compiten los clubes de la Premiership y del Champ Rugby, las principales competencias del rugby de Inglaterra.

## Historia
La competición se fundó el año 2018, en reemplazo de la extinta Anglo-Welsh Cup, la principal diferencia con esta última es que solo participan clubes ingleses y se excluye a los clubes galeses del Pro14.
El primer campeón de la competición fue el Northampton Saints al vencer 23 a 9 al Saracens.
En la edición 2023-24 se incorporaron los clubes pertenecientes al RFU Championship.

## Campeones y finalistas
| Año     | Campeón            | Resultado | Subcampeón       | Estadio                     |
| ------- | ------------------ | --------- | ---------------- | --------------------------- |
| 2018-19 | Northampton Saints | 23 - 9    | Saracens         | Franklin's Gardens          |
| 2019-20 | Sale Sharks        | 27 - 19   | Harlequins       | AJ Bell Stadium             |
| 2021-22 | Worcester Warriors | 25 - 25   | London Irish     | Brentford Community Stadium |
| 2022-23 | Exeter Chiefs      | 24 - 20   | London Irish     | Brentford Community Stadium |
| 2023-24 | Gloucester Rugby   | 23 - 13   | Leicester Tigers | Estadio Kingsholm           |
| 2024-25 | Bath Rugby         | 48 - 14   | Exeter Chiefs    | Sandy Park                  |

## Palmarés
| Club               | Títulos | Subcampeonatos |
| ------------------ | ------- | -------------- |
| Exeter Chiefs      | 1       | 1              |
| Northampton Saints | 1       |                |
| Sale Sharks        | 1       |                |
| Worcester Warriors | 1       |                |
| Gloucester Rugby   | 1       |                |
| Bath Rugby         | 1       |                |
| London Irish       |         | 2              |
| Saracens           |         | 1              |
| Leicester Tigers   |         | 1              |
| Harlequins         |         | 1              |